# Jolanthe Broll
Jolanthe Broll es una deportista alemana que compitió en taekwondo. Ganó una medalla de bronce en el Campeonato Europeo de Taekwondo de 1992 en la categoría de –43 kg.

## Palmarés internacional
| Campeonato Europeo | Campeonato Europeo | Campeonato Europeo | Campeonato Europeo |
| Año                | Lugar              | Medalla            | Categoría          |
| ------------------ | ------------------ | ------------------ | ------------------ |
| 1992               | Valencia (España)  | Medalla de bronce  | –43 kg             |